# Вулиця Львівська (Тернопіль)
Вулиця Львівська — одна з вулиць Тернополя, розташована в мікрорайоні «Дружба».

## Відомості
Розпочинається від Майдану Перемоги, пролягає на північний захід до межі міста і закінчується на автошляху М09. Має кілька незначних лівих поворотів. Довжина вулиці — близько 750 м.
Дотичні вулиці — Загребельна, Спадиста.
Вулицею курсує громадський міський (автобуси 15, 17, 23, 25, 32),  приміський (зборівський, козлівський) та міжміський (золочівський, львівський напрямки) транспорт. Дорожнє покриття — асфальт.

## Пам'ятки
Між вулицями Львівською і Сергія Короля розташований Тернопільський дендропарк.

## Установи, організації
- Прінт-копі центр «Вектор» (Львівська, 12)
- Тернопільський національний економічний університет (Львівська, 11)
- Філія банку «Аваль»